# Prueba Villafranca de Ordizia 2023
La Prueba Villafranca de Ordizia 2023, centesima edizione della corsa, valida come evento dell'UCI Europe Tour 2023 categoria 1.1, si svolse il 25 luglio 2023 su un percorso di 165,9 km, con partenza e arrivo da Ordizia, in Spagna. La vittoria fu appannaggio dello svizzero Marc Hirschi, il quale completò il percorso in 3h49'34", alla media di 43,36 km/h, precedendo l'irlandese Ben Healy e lo spagnolo Juan Ayuso.
Sul traguardo di Ordizia 106 ciclisti, sui 151 partiti dalla medesima località, portarono a termine la competizione.

## Squadre e corridori partecipanti
| N.      | Cod. | Squadra                  |
| ------- | ---- | ------------------------ |
| 1-7     | JAY  | Team Jayco AlUla         |
| 11-17   | AQT  | Astana Qazaqstan Team    |
| 21-27   | EFE  | EF Education-EasyPost    |
| 31-37   | MOV  | Movistar Team            |
| 41-47   | UAD  | UAE Team Emirates        |
| 51-57   | BBH  | Burgos-BH                |
| 61-67   | CJR  | Caja Rural-Seguros RGA   |
| 71-77   | EOK  | Eolo-Kometa Cycling Team |
| 81-87   | EUS  | Euskaltel-Euskadi        |
| 91-97   | HPM  | Human Powered Health     |
| 101-107 | EKP  | Equipo Kern Pharma       |

| N.      | Cod. | Squadra                            |
| ------- | ---- | ---------------------------------- |
| 111-117 | LTD  | Lotto Dstny                        |
| 121-127 | Q36  | Q36.5 Pro Cycling Team             |
| 131-137 | TEN  | TotalEnergies                      |
| 141-147 | CDF  | ABTF Betão-Feirense                |
| 151-157 | BSP  | BAI-Sicasal-Petro de Luanda        |
| 161-167 | EFL  | Efapel Cycling                     |
| 171-177 | EHE  | Electro Hiper Europa               |
| 181-187 | ECT  | EuroCyclingTrips Pro Cycling Team  |
| 191-197 | GLC  | Global 6 Cycling                   |
| 201-207 | JCL  | JCL Team UKYO                      |
| 211-217 | VSC  | NSJBI Victoria Sports Cycling Team |

## Ordine d'arrivo (Top 10)
| Pos. | Corridore         | Squadra    | Tempo    |
| ---- | ----------------- | ---------- | -------- |
| 1    | Marc Hirschi      | UAE        | 3h49'34" |
| 2    | Ben Healy         | EF         | a 3"     |
| 3    | Juan Ayuso        | UAE        | a 24"    |
| 4    | Oier Lazkano      | Movistar   | a 25"    |
| 5    | Afonso Eulálio    | ABTF       | s.t.     |
| 6    | Diego Ulissi      | UAE        | s.t.     |
| 7    | Eduard Prades     | Caja Rural | s.t.     |
| 8    | Roger Adrià       | Kern       | s.t.     |
| 9    | Pau Miquel        | Kern       | s.t.     |
| 10   | Xabier Berasategi | Euskaltel  | s.t.     |